# مطالعه متقابل
مطالعه متقابل (به انگلیسی: Cross-sequential study) در طرح پژوهش روش از پژوهش است که هر دو روش طولی و مقطعی را با هم ترکیب می‌کند. هدف آن اصلاح برخی از مسایل ذاتی در مطالعه‌های مقطعی و طولی است.
وولف، لیندا ام. روش‌های پژوهش توسعه‌ای (بی تا)،
وبستر.
edu
در مطالعه مقطعی (همچنین طرحی طولی شتاب یا همگرایی نامیده می‌شود)، پژوهشگر می‌خواهد توسعه را در مدت زمان طولانی در طول عمر مطالعه کند. به جای مطالعه افراد خاص در تمام آن دوره زمانی (مثلا ۲۰ تا ۶۰ سال) به عنوان یک مطالعه طولی، یا افراد متعدد در سنین مختلف در یک زمان (مانند ۲۰، ۲۵، ۳۰، ۳۵، ۴۰، ۴۵، ۵۰، ۵۵ و ۶۰ ساله) مانند یک مطالعه مقطعی، پژوهشگر یک پنجره زمانی کوچکتر (مثلاً ۲۰ سال) را برای مطالعه چندین فرد در سنین شروع مختلف انتخاب می‌کند. نمونه‌ای از طرحی متقابل در جدول زیر نشان داده شده‌است.
| گروه‌های سنی مورد بررسی | سن پاسخگویان / مشارکت کنندگان / آزمودنی‌ها | سن پاسخگویان / مشارکت کنندگان / آزمودنی‌ها | سن پاسخگویان / مشارکت کنندگان / آزمودنی‌ها |
| ---------------------- | ----------------------------------------- | ----------------------------------------- | ----------------------------------------- |
| آ                      | ۲۰                                        | ۲۵                                        | ۳۰                                        |
| ا                      | ۲۵                                        | ۳۰                                        | ۳۵                                        |
| ب                      | ۳۰                                        | ۳۵                                        | ۴۰                                        |
| پ                      | ۳۵                                        | ۴۰                                        | ۴۵                                        |
| ت                      | ۴۰                                        | ۴۵                                        | ۵۰                                        |
| ث                      | ۴۵                                        | ۵۰                                        | ۵۵                                        |
| د                      | ۵۰                                        | ۵۵                                        | ۶۰                                        |
| سال اندازه‌گیری:        | ۲۰۰۰                                      | ۲۰۰۵                                      | ۲۰۱۰                                      |

در این جدول، در یک بازه زمانی ۱۰ ساله، از سال ۲۰۰۰ تا ۲۰۱۰، ۷ گروه همپوشانی با سنین شروع مختلف را می‌توان مورد مطالعه قرار داد تا اطلاعاتی در مورد کل دوره رشد از سنین ۲۰ تا ۶۰ ارائه شود.
این طرح در مطالعات برای بررسی مسیرهای شغلی در دانشگاه و سایر پدیده‌ها استفاده شده‌است.